# The World Changes
Pour plus de détails, voir Fiche technique et Distribution.
The World Changes est un film américain réalisé par Mervyn LeRoy, sorti en 1933.

## Fiche technique
- Titre : The World Changes
- Réalisation : Mervyn LeRoy
- Scénario : Edward Chodorov (en) et Sheridan Gibney
- Direction artistique : Robert M. Haas et Jack Okey
- Costumes : Earl Luick
- Photographie : Tony Gaudio
- Montage : William Holmes
- Pays de production : États-Unis
- Format : Noir et blanc - 1,37:1 - Mono
- Genre : drame
- Durée : 91 minutes
- Date de sortie : 1933

## Distribution
- Paul Muni : Orin Nordholm Jr.
- Aline MacMahon : Anna Nordholm
- Mary Astor : Virginia 'Ginny' Clafflin Nordholm
- Donald Cook : Richard Nordholm
- Jean Muir : Selma Peterson II
- Guy Kibbee : James Clafflin
- Patricia Ellis : Natalie Clinton Nordholm
- Theodore Newton : Paul Nordholm
- Margaret Lindsay : Jennifer Clinton Nordholm
- Gordon Westcott : John Nordholm
- Alan Dinehart : Ogden Jarrett
- Henry O'Neill : Orin Nordholm Sr.
- Anna Q. Nilsson : Mme Peterson
- Arthur Hohl : Mr Patten
- William Janney (en) : Orin Nordholm III
- Mickey Rooney : Otto Peterson enfant
- Douglass Dumbrille : Buffalo Bill Cody
- Marjorie Gateson : Mme Clinton
- Oscar Apfel : Mr Morley
- Alan Mowbray : Sir Phillip Ivor
- William Burress : Mr Krauss
- Wallis Clark : Mr Freddie McCord
- Willard Robertson : Mr Peterson
- Clay Clement : Lieutenant-colonel George Armstrong Custer